# Dominique Lavanant
Dominique Lavanant (Morlaix, 24 maggio 1944) è un'attrice francese.

## Filmografia
- Il circo di Tati (Parade), regia di Jacques Tati (1974)
- La Coupe à dix francs, regia di Philippe Condroyer (1975)
- Les Galettes de Pont-Aven, regia di Joël Séria (1975)
- Calmos, regia di Bertrand Blier (1976)
- Silence... on tourne, regia di Roger Coggio (1976)
- Marie-poupée, regia di Joël Séria (1976)
- Solveig et le violon turc, regia di Jean-Jacques Grand-Jouan (1977)
- Comme la lune, regia di Joël Séria (1977)
- Vous n'aurez pas l'Alsace et la Lorraine, regia di Coluche (1977)
- Gazzosa alla menta (Diabolo menthe) di Diane Kurys (1977)
- Dégustation maison, regia di Sophie Tatischeff (1978)
- Morti sospette (Un papillon sur l'épaule), regia di Jacques Deray (1978)
- Vas-y maman, regia di Nicole de Buron  (1978)
- Les Bronzés, regia di Patrice Leconte (1978)
- Cause toujours... tu m'intéresses !, regia di Édouard Molinaro (1979)
- Una piccola storia d'amore (A Little Romance), regia di George Roy Hill  (1979)
- Courage fuyons, regia di Yves Robert (1979)
- Les Bronzés font du ski, regia di Patrice Leconte (1979)
- La Gueule de l'autre, regia di Pierre Tchernia (1979)
- Le Cheval d'orgueil, regia di Claude Chabrol (1980)
- Le Coup du parapluie, regia di Gérard Oury (1980)
- Inspecteur la Bavure, regia di Claude Zidi (1980)
- Il tempo delle mele (La Boum), regia di Claude Pinoteau (1980)
- Est-ce bien raisonnable?, regia di Georges Lautner (1981)
- Pourquoi pas nous?, regia di Michel Berny (1981)
- Les Hommes préfèrent les grosses, regia di Jean-Marie Poiré (1981)
- Hôtel des Amériques, regia di André Téchiné (1981)
- Y a-t-il un Français dans la salle?, regia di Jean-Pierre Mocky (1982)
- Debout les crabes, la mer monte!, regia di Jean-Jacques Grand-Jouan (1983)
- Prestami il rossetto (Coup de foudre), regia di Diane Kurys (1983)
- Attention ! Une femme peut en cacher une autre, regia di Georges Lautner (1983)
- Papy fait de la résistance, regia di Jean-Marie Poiré (1983)
- Le Léopard, regia di Jean-Claude Sussfeld (1984)
- La Smala, regia di Jean-Loup Hubert (1984)
- Paroles et musique, regia di Élie Chouraqui (1984)
- Le Mariage du siècle, regia di Philippe Galland (1985)
- Les Nanas, regia di Annick Lanoë (1985)
- Sac de nœuds, regia di Josiane Balasko (1985)
- Rendez-vous, regia di André Téchiné (1985)
- Tre uomini e una culla (Trois hommes et un couffin), regia di Coline Serreau (1985)
- Billy Ze Kick, regia di Gérard Mordillat (1985)
- Le Débutant, regia di Daniel Janneau (1986)
- Io odio gli attori (Je hais les acteurs), regia di Gérard Krawczyk (1986)
- Mort un dimanche de pluie, regia di Joël Santoni (1986)
- Les Frères Pétard, regia di Hervé Palud (1986)
- Kamikaze, regia di Didier Grousset (1986)
- Agent trouble - L'ultima corsa (Agent trouble), regia di Jean-Pierre Mocky (1987)
- Cura la tua destra... (Soigne ta droite), regia di Jean-Luc Godard (1987)
- L'Œil au beur(re) noir, regia di Serge Meynard (1987)
- Les Années sandwiches, regia di Pierre Boutron (1988)
- Quelques jours avec moi, regia di Claude Sautet (1988)
- Un jeu d'enfant, regia di Pascal Kané (1990)
- La Fracture du myocarde, regia di Jacques Fansten (1990)
- Les Secrets professionnels du Dr Apfelglück, regia di Alessandro Capone, Stéphane Clavier e Hervé Palud (1991)
- Ville à vendre, regia di Jean-Pierre Mocky (1992)
- Les Amies de ma femme, regia di Didier Van Cauwelaert (1992)
- La Voisine du dessus, regia di André Grall (1993)
- L'ombra del dubbio (L'Ombre du doute), regia di Aline Issermann (1993)
- Il sosia (Grosse Fatigue), regia di Michel Blanc (1994)
- Il mostro, regia di Roberto Benigni (1994)
- Désiré, regia di Bernard Murat (1996)
- Omicidio in Paradiso (Un crime au paradis), regia di Jean Becker (2001)
- Madame Édouard, regia di Nadine Monfils (2004)
- La Véritable Histoire du Petit Chaperon rouge, regia di Cory Edwards, Todd Edwards e Tony Leech (2005)
- Les Bronzés 3, regia di Patrice Leconte (2006)
- Agathe Cléry, regia di Étienne Chatiliez (2008)
- Pièce montée, regia di Denys Granier-Deferre (2010)
- La clinica dell'amore (La Clinique de l'amour) di Artus de Penguern (2012)
- À votre bon cœur, mesdames, regia di Jean-Pierre Mocky (2012)
- Paulette, regia di Jérôme Enrico (2012)
- Le Renard jaune, regia di Jean-Pierre Mocky (2013)
- Le vacanze del piccolo Nicolas (Les Vacances du petit Nicolas), regia di Laurent Tirard (2014)